# Lu Märten
Lu Märten (bürgerlich Anna Luise Charlotte Märten; Pseudonyme: Luzifer, Raa Bonares, Allan Loeben; * 24. September 1879 in Berlin; † 12. August 1970 in Berlin) war eine deutsche Publizistin, Schriftstellerin, Kunstkritikerin, sozialistische Theoretikerin und Frauenrechtlerin.

## Leben

### Jugend
Sie wurde als viertes Kind einer Familie eines ehemaligen Berufssoldaten und Eisenbahnbeamten geboren und erlebte eine durch Armut und Krankheit geprägte Kindheit. Alle drei Geschwister und der Vater starben zwischen 1891 und 1905 an Tuberkulose und wenige Jahre darauf auch ihre Mutter. Märten litt an einer chronischen Nierenkrankheit, die erst 1905 operiert wurde. Aufgrund ihrer schwächlichen Verfassung wurde sie zeitweise vom Schulbesuch ausgeschlossen und erarbeitete sich so zu Hause, mit der Hilfe ihres Bruders, ein umfangreiches Wissen in Geschichte, Philosophie, Volkswirtschaft, Ethnologie und Kunstgeschichte. Die in jungen Jahren erlebte Konfrontation mit Krankheit und Tod prägte sie und ihre Art zu schreiben.
Als Jugendliche wurde sie Mitglied der Apostolischen Gemeinde in Berlin.

### Politischer Werdegang
1903 trat sie der SPD bei, weil das Wahlprogramm dem am nächsten kam, was Lu Märten anstrebte: vollständige Gleichberechtigung von Frauen und Männern. Durch ihren jüngeren Bruder und ihren Verlobten Willi Engel (Jurist) kam sie zur Bodenreformbewegung. Sie stand dem Nationalsozialen Verein von Friedrich Naumann nahe und arbeitete  in der Expedition der Zeitschrift „Die Hilfe“. In Die Hilfe wurden auch Lu Märtens erste Artikel veröffentlicht. Unter dem Einfluss von Naumanns sozialer Ethik schrieb Lu Märten über Kunstproduktion, Arbeitsteilung, Maschinenarbeit und deren Zusammenhänge.
Zu jener Zeit arbeitete Märten an den lyrischen Stücken „Meine Liedsprache“ (1906) und dem Schlüsselroman „Torso, Das Buch eines Kindes“ (1909). Lu Märten engagierte sich und wurde Mitglied einer künstlerisch-politischen Gruppe, der auch andere junge Redakteure der Wochenzeitschrift Die Hilfe, wie zum Beispiel Theodor Heuss, angehörten. Auch schrieb Lu Märten Feuilletons, doch diese politisch-kritischen Texte wurden nur von Zeitschriften veröffentlicht, die sich mit der Kultur von unten (der Arbeiterklasse) befassten, z. B. in Adelheid Popps Wiener Arbeiterinnen-Zeitung und Clara Zetkins Die Gleichheit, allerdings weigerte sich Clara Zetkin, weitere ihrer Artikel zu veröffentlichen.
Neben den Grundsätzen der Frauenpolitik machte sich Lu Märten die Forderungen (Emanzipation der Frauen) der damaligen bürgerlichen Frauenbewegung zu Eigen. Als Dramatikerin erreicht sie mit dem Einakter „Bergarbeiter“, eine provokative Wirkung. Dieses Stück wurde 1911 während eines Streiks in Deutschland und 1930 vom revolutionären „Shanghai Art Theater“ (in chinesischer Übersetzung) aufgeführt. Mit einem Buch zur Kunstsoziologie („Die wirtschaftliche Lage der Künstler“, 1914) und einer Schrift zur Arbeiterkunsterziehung („Ästhetik und Arbeiterschaft“, 1914, unveröff.) entwickelte Märten ein Programm für die gewerkschaftliche Organisierung bildender Künstler und den alltäglichen Kunstgebrauch der Arbeiterklasse.
Lu Märten engagierte sich in den „Wirtschaftsverbänden bildender Künstler Deutschlands“ (1915), der „Genossenschaft bildender Künstler“ (1919) und der „Deutschen Kunstgemeinschaft“ (1920). Freundschaften entstanden mit Käthe Kollwitz, Johannes R. Becher, Raoul Hausmann, Hannah Höch, Regina Ullmann und Martin Wackernagel.
1918 arbeitete Lu Märten in der russischen Nachrichtenagentur (ROSTA) in Berlin neben Sophie Liebknecht und Eugen Leviné. Seit 1920, als sie auch Mitglied der KPD wurde, wirkte sie in der Publizistik dieser Partei mit kunst- und literaturpolitischen Beiträgen. 1922 wurde Märten vom russischen Staatsverlag beauftragt, ihre Überlegungen zur marxistischen Ästhetik grundsätzlich zu entwickeln. Mit „Wesen und Veränderung der Formen/Künste, Resultate historisch-materialistischer Untersuchungen“ (1924, 1927) schuf sie eine Produktionsästhetik vor universalgeschichtlichem Hintergrund mit der These, die seit der industriellen Revolution verselbstständigte künstlerische Arbeit solle nach dem Vorbild der mittelalterlichen Werkstatt wieder zu einem einheitlichen Herstellungsprozess (auf maschineller Basis) führen. Dabei würden „Formen“ entstehen, die eine selbstständige „Kunst“ überflüssig machten. Die KPD lehnte dieses Verfahren allerdings ab, während es in der Literaturtheorie des tschechischen Poetismus (Bedřich Václavek) und im Bauhaus (eine Kunstschule von Walter Gropius in Weimar gegründet) zur Geltung kam.

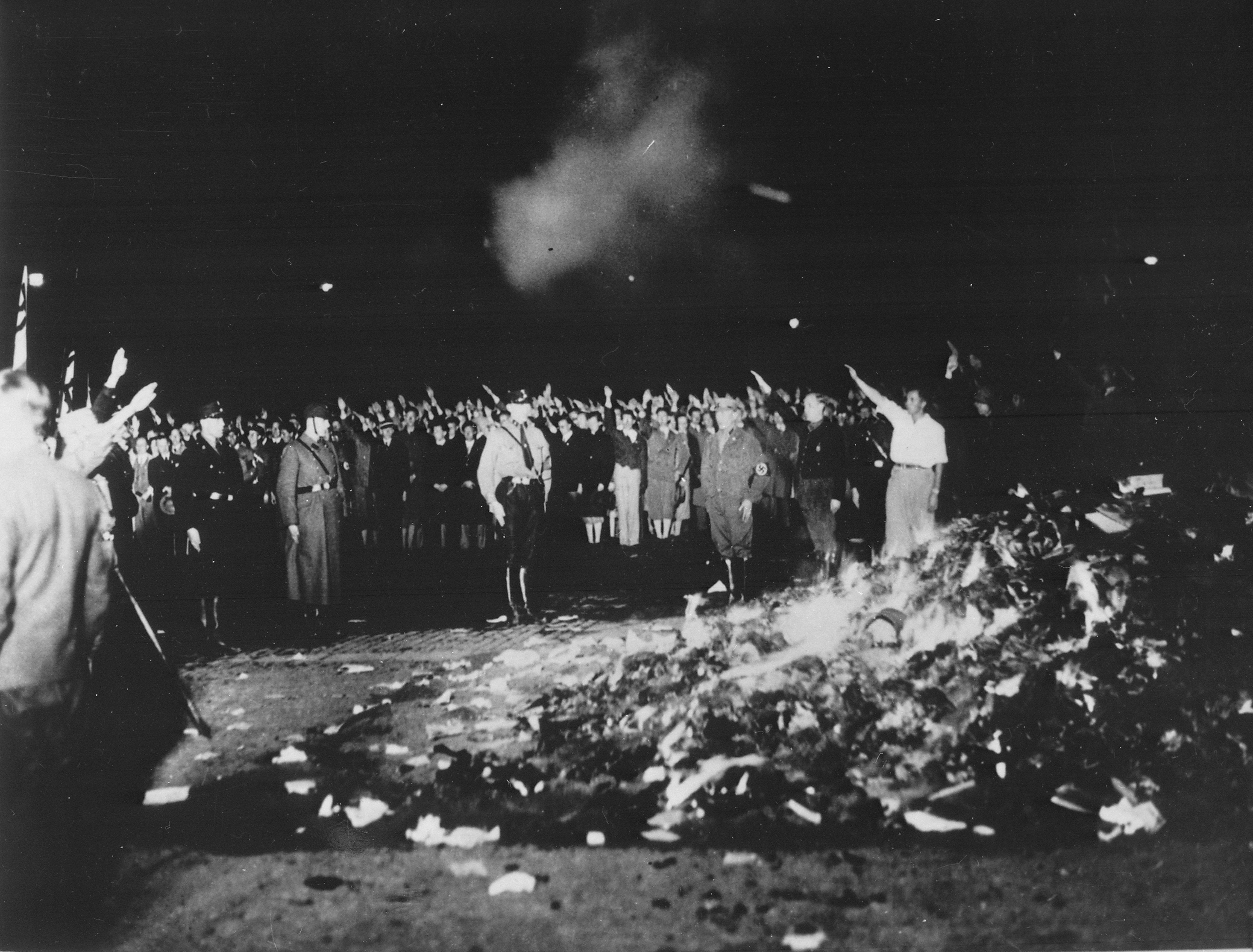
Bücherverbrennung am 10. Mai 1933 in Berlin auf dem Opernplatz

1933, als Adolf Hitler an die Macht kam, wurden am 10. Mai auf dem Opernplatz in Berlin (wie auch in anderen deutschen Städten) viele Bücher verbrannt, darunter auch die Werke von Lu Märten.
Sie war Reichsschrifttumskammermitglied, aber veröffentlichte nichts Erwähnenswertes mehr und wurde 1941 dann ausgeschlossen. Ab 1936 war es sehr schwierig für Lu Märten, ihre sozialkritischen Texte zu veröffentlichen. Ihr blieb nichts anderes übrig, als einige Filmskripte zu verfassen. Auch nutzte sie die Gelegenheit, um ihren zweibändigen Roman „Yali“ zu beenden, der allerdings unveröffentlicht blieb. Ein geringes Einkommen erhielt sie durch Vermietung ihres Zimmers und durch Unterstützung von Wilhelm Repsold. Trotz der schwierigen Umstände bleibt sie ihrer sozialpolitischen Einstellung treu. 1940 begann sie wieder mit dem Schreiben. Sie arbeitete gelegentlich an der preußischen Staatsbibliothek und schrieb Industrie-Chroniken (Firmen- und Produktionsgeschichte).

### Nach dem Zweiten Weltkrieg
Nach 1945 versuchte sie an vorherige Erfolge anzuknüpfen, was ihr aber nicht gelang. Ihre Kritiken galten als veraltet (im Westen als verpönt, im Osten als unorthodox). Während sie im Kulturbund zur demokratischen Erneuerung Deutschlands mitarbeitete, gab sie 1949 ihre marxistische Ästhetik für die junge Generation erneut heraus. An sie (die junge Generation) richtete Lu Märten ein episch einfach erzähltes Lehrstück, „Bürgermeister Tschech und seine Tochter, Erinnerungen an den Vormärz 1844“. Lu Märten lebte in West-Berlin und beteiligt sich bis 1961 am kulturellen Leben Ost-Berlins. Ab 1949 erhielt sie von dort zur Ehrung ihres Schaffens eine Ehrenrente.
Zuletzt arbeitete sie als Lektorin und half beim Ausbau der Volksbücherei Steglitz mit.

## Werke
- 2025  „…von Anfang an auf Seiten des Sozialismus“ . Autobiografische Aufzeichnungen. Hg. und mit einem Nachwort von Chryssoula Kambas. Bielefeld: Aisthesis Verlag, ISBN 978-3-8498-1821-0.
- 2023 Dos mujeres con gato. Escritos sobre las artes. Hannah Höch, Lu Märten. Edición y traduccion Isabel Garcia Adánez, Andrea Pérez Fernández. Madrid: Tres hermanas, ISBN 978-84-19243-27-0.
- 2023 Ästhetik und Arbeiterschaft (1912/1914). In: „Ästhetik und Arbeiterschaft“. Lu Märtens Entwurf der kritischen Konsumentin. Hg. von Stephanie Marchal und Kathrin Rottmann. München: edition metzel, ISBN 978-3-88960-238-1.
- 1987 Frauen und Film Ausgaben 42–47 (Rotbuch Verlag).
- 1982 Formen für den Alltag. Schriften, Aufsätze, Vorträge. Verlag der Kunst, Dresden (Fundus-Reihe 79).
- 1973 Materialistische Literaturtheorie IV. Lu Märten Kunsttheorie zwischen marxschem Arbeitsbegriff und sozialdemokratischer Technikgläubigkeit (alternative 89, 16. Jahrgang, April 1973).
- 1952 Georg Forster. Ein Lesebuch für unsere Zeit. Hg. von Gerhard Steiner und Manfred Häcker unter Mitarbeit von Lu Märten. Weimar.
- 1949 Wesen und Veränderung der Formen und Künste (Verlag Werden und Wirken)
- 1948 Bürgermeister Tschech und seine Tochter: Erinnerungen an den Vormärz (1844), (Altberliner Verlag L. Groszer)
- 1924 Bergarbeiter: Schauspiel in einem Akt, 2. Auflage (Verlag Taifun)
- 1920 Historisch-Materialistisches über Wesens und Veränderung der Künste: (eine pragmatische Einleitung), (Verlag der Jugendinternationale)
- 1914 Die Künstlerin (Neuauflage 2001 von Chryssoula Kambas im Aisthesis-Verlag ISBN 3-89528-298-7)
- 1914 Die wirtschaftliche Lage der Künstler (München bei Georg Müller)
- 1913 100 Silhouetten (Verlag Beyer)
- 1909 Torso, das Buch eines Kindes (Piper Verlag)
- 1907 Meine Liedsprachen: Gedichte (Hilfe Verlag)

## Zitate
Um die Jahrhundertwende herum gab es kaum Kunstkritikerinnen, die sich trauten eine andere Meinung als die ihrer männlichen Kollegen zu verfassen.
Lu Märten hat mit folgendem Zitat ihre seinerzeitige Meinung zum Ausdruck gebracht:

„Alle Probleme der heutigen Frau als Künstlerin und Arbeiterin sind gesellschaftliche Probleme, darum erfordern sie allein gesellschaftliche Lösungen – alles andere von ‚Natur‘ und ‚Bestimmung‘ (…) ist Wortgeschwätz. Was wissen wir über unsere Bestimmung oder der Absicht der Natur.“

Ein weiteres Zitat spiegelt ganz deutlich ihre sozial-politische Überzeugung wider und dass sie stets nach der Gleichberechtigung von Frauen in der Gesellschaft strebte:

„Ich betone, daß ich mich absichtlich hier nicht mehr auf die Frage oder Behauptung einlasse, ob die Frauen jemals zu Kunsttaten – Genialität, usw. fähig seien, oder nicht. Ich setze vielmehr voraus, daß sie es sind, und untersuche die Hemmungen dieser geistigen und sozialen Expansion – des genialen Seins.“

## Sonstiges
Von 1987 bis ca. 2000 gab es den „Lu Märten-Verein für Frauenforschung in Kunst und Kulturwissenschaften“.